# ماریاپاروخی
ماریاپاروخی (به هلندی: Mariaparochie) یک منطقهٔ مسکونی در هلند است که در آلملو واقع شده‌است. ماریاپاروخی ۲۹۶ نفر جمعیت دارد.